# Arcidiecézní pastorační ústředí
Arcidiecézní pastorační ústředí v Praze (ve zkratce APÚ) vzniklo v říjnu 1945 z iniciativy Mons. ThDr. Josefa Berana, pozdějšího pražského arcibiskupa, k podpoře a koordinaci pastorace v pražské arcidiecézi v duchu Katolické akce. Ústředí sídlilo v budově pražského kněžského semináře a členilo se na sekce, odbory a referáty. Jednotliví referenti z řad kněží měli sledovat vše, co se týkalo jejich působnosti. V čele APÚ stál ředitel, jímž byl ThDr. Antonín Mandl. Kromě něj v APÚ působili například Msgre. Jan Nepomuk Boháč nebo ThDr. František Jedlička. Od roku 1946 až do svého zániku v roce 1949 vydávalo Arcidiecézní pastorační ústředí časopis Logos, zaměřený na homiletiku a katechetiku.

## Organizační struktura APÚ
- sekce vzdělavatelská
  - odbor osobnost duchovního pastýře
    - referát kněžský život
    - referát dorost kněžský
    - referát laičtí pomocníci
    - referát školení praktické
    - referát teologické vzdělání

  - odbor kulturní
    - referát školský
    - referát vědecký
    - referát literární
    - referát umělecký

  - odbor organizační
    - referát organizace katolického hnutí
    - referát úprava obvodů farních a vikariátních
    - referát kostely a pastorační místnosti
    - referát náboženská statistika
- sekce pastorační
  - odbor všeobecné zásady pastorační
  - odbor speciální pastorace
    - referát obnova rodin
    - referát exercicie
    - referát misijní
    - referát liturgická obnova
    - referát farní tisk
- sekce stavovská
  - odbor všeobecně stavovský
    - referát muži
    - referát ženy
    - referát jinoši
    - referát dívky

  - odbor partikulárně stavovský
    - referát děti
    - referát ministranti
    - referát studenti a junáctvo
    - referát vysokoškoláci